# YouPorn
YouPorn este un site pornografic gratuit partajare video și unul dintre cele mai accesate 100 de site-uri web din lume. De la lansarea sa în august 2006, a devenit cel mai popular site pornografic de pe internet și, în noiembrie 2007, a fost raportat că este și cel mai mare site pornografic gratuit. 
Site-ul este complet gratuit și add-supported, cu venituri lunare estimate din publicitate de 120.000 USD în 2007. 

## Proprietate
Numele domeniului a fost înregistrat de o companie în decembrie 2005.  Site-ul propriu al YouPorn raportează că proprietarul său este Midstream Media International NV, cu sediul în Willemstad, capitala Curaçao, o insulă din sudul Marii Caraibelor care formează țara constitutivă a Regatului Țărilor de Jos  Sunny Freeman, a reporter pursuing a graduate degree in journalism at UBC, wrote one article in The Tyee calling the company "German-based". The site is run from a hosting service in Texas.
În 2011, YouPorn a fost achiziționat de compania de divertisment și IT Manwin, proprietari ai altor site-uri pornografice populare, cum ar fi Pornhub și SpankWire cu sediul în Luxemburg.

## Bandwidth
Începând cu 2012, ExtremeTech a raportat că YouPorn a transferat în medie 950 TB pe zi,  up from a reported figure of 3 TB per day in 2006.

## Răspuns
Au apărut îngrijorări cu privire la incapacitatea de a verifica vârsta persoanelor descrise în videoclipuri, posibilitatea ca videoclipurile copyrighted să fie încărcate pe site și posibilitatea încălcării confidențialității atunci când casetele sexuale private sunt încărcate fără consimțământul toate părțile implicate. In 2007 Vivid Entertainment a întreprins acțiuni în justiție împotriva YouPorn, susținând că transmiterea de materiale protejate prin drepturi de autor îl privează de venituri..
YouPorn a fost numit „un model bun pentru cei naivi sexual”, deoarece multe dintre videoclipurile sale facute acasă descriu cupluri de amatori care fac sex obișnuit (cunoscut sub numele de „Amatori”), spre deosebire de scenariile adesea ireale ale pornoului comercial. 

## Încălcări de dat
În februarie 2012, site-ul a fost piratat, detaliile a peste 1 milion de utilizatori s-au scurs pe internet. MindGeek a dat vina pe aceasta eșecurilor unui serviciu de chat terță parte. 

## Blocare

### Germania
Legislația germană nu permite pornografia hardcore fără un sistem eficient de verificare a vârstei, iar germanul Bundesprüfstelle für jugendgefährdende Medien  (Departamentul federal pentru mass-media dăunătoare tinerilor)  a plasat YouPorn pe indexul său. Drept urmare, din aprilie 2007, site-ul german al motorului de căutare Google ( google.de ) a clasificat YouPorn.com drept un site hardcore de pornografie și l-a înlocuit cu un link către  Chilling Effects, susținând că un „organism de reglementare german a raportat materiale ilegale".
În urma unei cereri a lui Kirchberg, proprietarul unui serviciu de pornografie concurent (acum defunct),  Furnizorul german Arcor a clasificat YouPorn și câteva alte site-uri porno ca fiind pornografice, hardcore și, de asemenea, a blocat accesul la site-ul web la nivel de rutare în septembrie 2007 afectand astfel peste 2 milioane de utilizatori. German Pirate Party a deschis prompt un server proxy, astfel încât clienții Arcor să poată accesa cu ușurință YouPorn.
Arcor a ridicat banul pe 17 septembrie, deoarece filtrul bazat pe adresa IP care a fost configurat pentru YouPorn a afectat și alte site-uri. Kirchberg a dat în judecată apoi, susținând că Arcor a sprijinit concurența neloială de către YouPorn și, pe 19 octombrie 2007, a obținut o hotărâre temporară prin care a ordonat Arcor să reia limitarea accesibilității la YouPorn.com. La 23 octombrie 2007, Arcor a început să controleze din nou accesul la YouPorn, de data aceasta cu o abordare bazată pe  DNS, care este ușor ocolită, și a formulat cu succes o contestație împotriva dispoziției..
Kirchberg a trimis notificări către 19 ISP germani cerând ca YouPorn să primească limitări de acces, dar niciunul nu s-a conformat. Eforturile depuse de Kirchberg pentru a obține cereri de despăgubire cu privire la YouPorn de la furnizorii de internet din Kiel și Düsseldorf nu au avut succes..

### Singapore
În mai 2008, a fost raportat că Singapore a blocat accesul la YouPorn și RedTube, în ceea ce oficialii guvernamentali au descris ca „o declarație simbolică”. 

### Sri Lanka
În iulie 2009 Sri Lanka a blocat accesul la 12 site-uri web pornografice, inclusiv YouPorn, RedTube,  Xvideos și Xhamster. La 25 iulie 2009, magistratul șef din Sri Lanka, Nishantha Hapuarachchi, a ordonat Comisiei de reglementare a telecomunicațiilor să blocheze acele 12 site-uri web de la toți furnizorii locali de servicii de internet. 

## Istoric

### Spectatori
Începând din 2009, trei dintre cele mai mari site-uri porno "RedTube, YouPorn și Pornhub - impreuna alcătuiesc 100 de milioane de vizitatori unici". 

### Echipa YP
YouPorn sponsorizează o echipă esports cunoscută sub numele de Echipa YP.  În iulie 2014, YouPorn și-a declarat intențiile de a intra pe scena sporturilor profesionale sponsorizând fie o echipă  Dota 2, fie League of Legends . Pe 3 decembrie 2014, YouPorn și-a anunțat intrarea oficială în scena „Dota 2” prin achiziționarea unei echipe Spaniolă cunoscută anterior ca Play2Win. La 9 iunie 2015, echipa YP a anunțat că l-a semnat pe jucătorul  Super Smash Bros.  Jason "Bizzarro Flame" Yoon. Divizia  Street Fighter 'a echipei YP este formată din Valentin "Valmaster" Petit și Anton "Filipin0man" Herrera, primul fiind semnat pe 23 septembrie și cel din urmă fiind semnat pe 8 octombrie.  n octombrie 2015, echipa YP a anunțat că este în căutarea unei echipe Counter-Strike: Global Offensive. They stated they wanted one all-male and one all-female team. On November 13, 2015, Team YP signed Team Phenomenon and New Era as their all-male and all-female teams respectively. As of June 2019, Team YP is not sponsoring any players. Team YP formerly had teams competing in Counter-Strike: Global Offensive, Dota 2, League of Legends, Overwatch, Street Fighter, and Super Smash Bros..